# پارچه ابریشم دورو
پارچه‌ی ابریشم دورو یکی از کهن‌ترین پارچه‌های موجود در تالارهای موزه دوران اسلامی است.

این اثر با شماره ۸۵۵۹ در موزه دوران اسلامی ثبت شده است. این پارچه منقش به نقش عقاب دو سر است که به نماد امپراتوری شناخته می‌شود. نقوش روی پارچه از نقوش تزئینی ساسانیان است. با توجه به این که در تمام مستندات موزه (بروشور و نوشته کنار اثر) در خصوص این پارچه تنها به سده‌ی چهارم هجری قمری در ری اشاره شده است، احتمالاً این پارچه منتسب به دوره‌ی آل بویه باشد. ری در این دوران به تولید این نوع پارچه شناخته می‌شد.
از دیگر ویژگی‌های این پارچه نوشته‌های روی آن است که به خط کوفی است. متن این نوشته‌ها از این قرار است: «من کبرت همته، کثرت قیمته. من طاب اصله، زکی فعله». دو رو بودن پارچه را از نوشته‌های متقابل هم که پشت و رو هستند می‌توان فهمید.